# Сенегал
Сенега́л (фр. Sénégal [seneˈgal]), официально — Респу́блика Сенега́л (фр. République du Sénégal [ʁe.py.bˈlik dy seneˈgal], араб. جمهورية السنغال‎) — государство в Западной Африке, к югу от реки Сенегал, по которой страна получила своё название.
На западе находится Атлантический океан, страна граничит с Мавританией на севере, Мали — на востоке, Гвинеей и Гвинеей-Бисау — на юге. Внутри территории находится государство Гамбия, простираясь от Атлантического океана вглубь Сенегала примерно на 300 км.

## Этимология
Топоним «Сенегал» происходит от гидронима — реки Сенегал, протекающей по северной границе страны. Гидроним, по-видимому, восходит к названию королевства «Сангана», которое упоминал арабский писатель и географ XI века Аль-Бакри. Более поздние арабские авторы в XVI веке упоминают гидроним в форме «Сингилу», а европейские мореплаватели — в форме «Сенега». В основе топонима может быть берберский этноним «сангая», использовавшийся для обозначения берберского племенного союза санхаджи (араб. صنهاجة‎ Ṣanhaja; бербер. ⵉⵥⵏⴰⴳⴻⵏ Iẓnagen), который упоминается арабскими источниками с IX века.
Также существует альтернативная точка зрения, так, название Сенегал является искажённой арабской версией сочетания имени Рог — верховного божества в религии Серер (серер Rog Sene) и o gal, означающего водоём на языке серер. Также распространена версия заимствования из языка волоф, что оно происходит от волоф Sunuu Gaal, что означает «наше каноэ» и указывает на дельту реки Сенегал, в которой всегда было много рыбацких лодок.
Вне зависимости от версии происхождения названия, в ходе португальской, а затем и французской колонизации утвердилась форма гидронима и, затем, соответственно, топонима — Сенегал.

## География

рельеф Сенегала

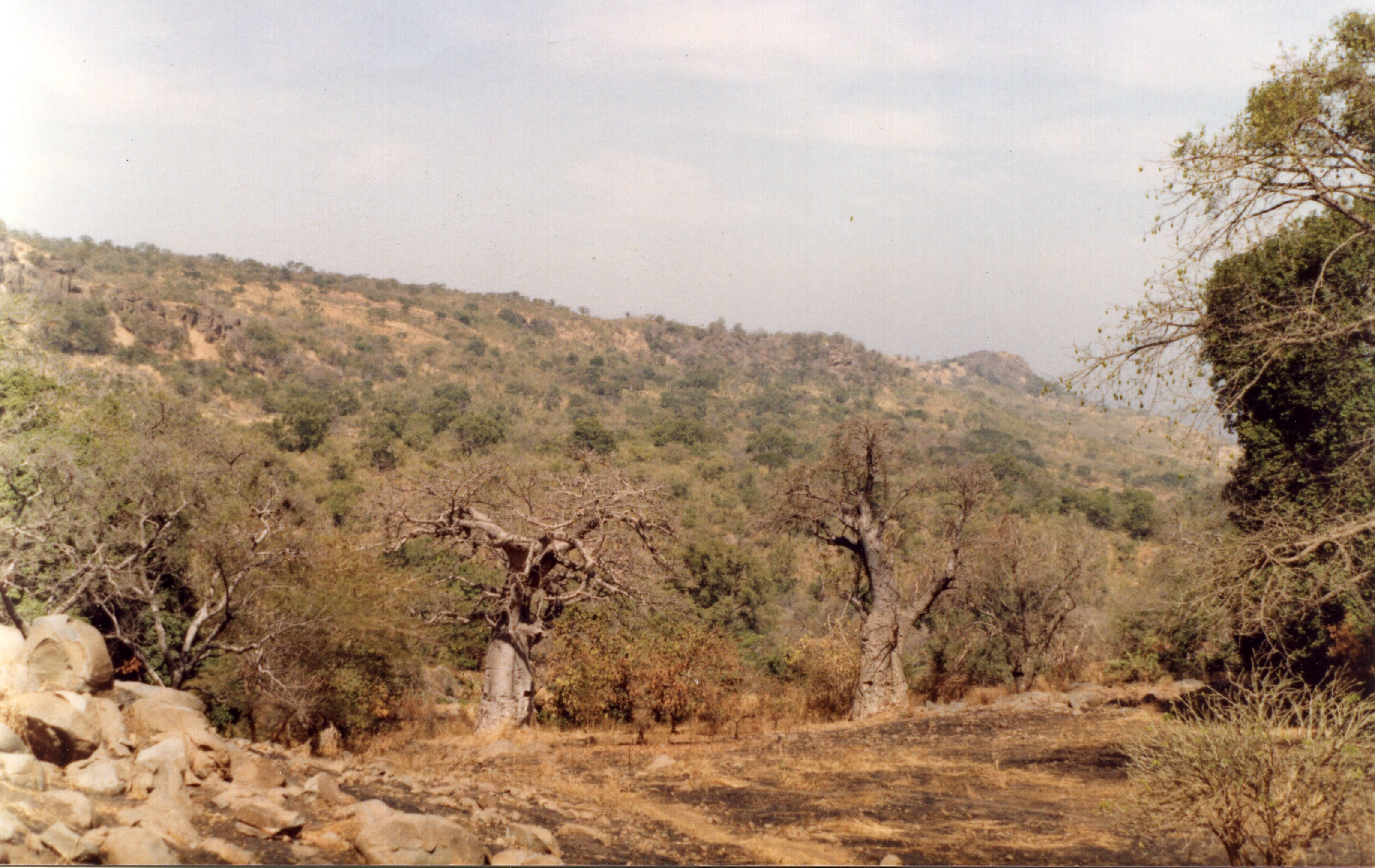
Природа Сенегала

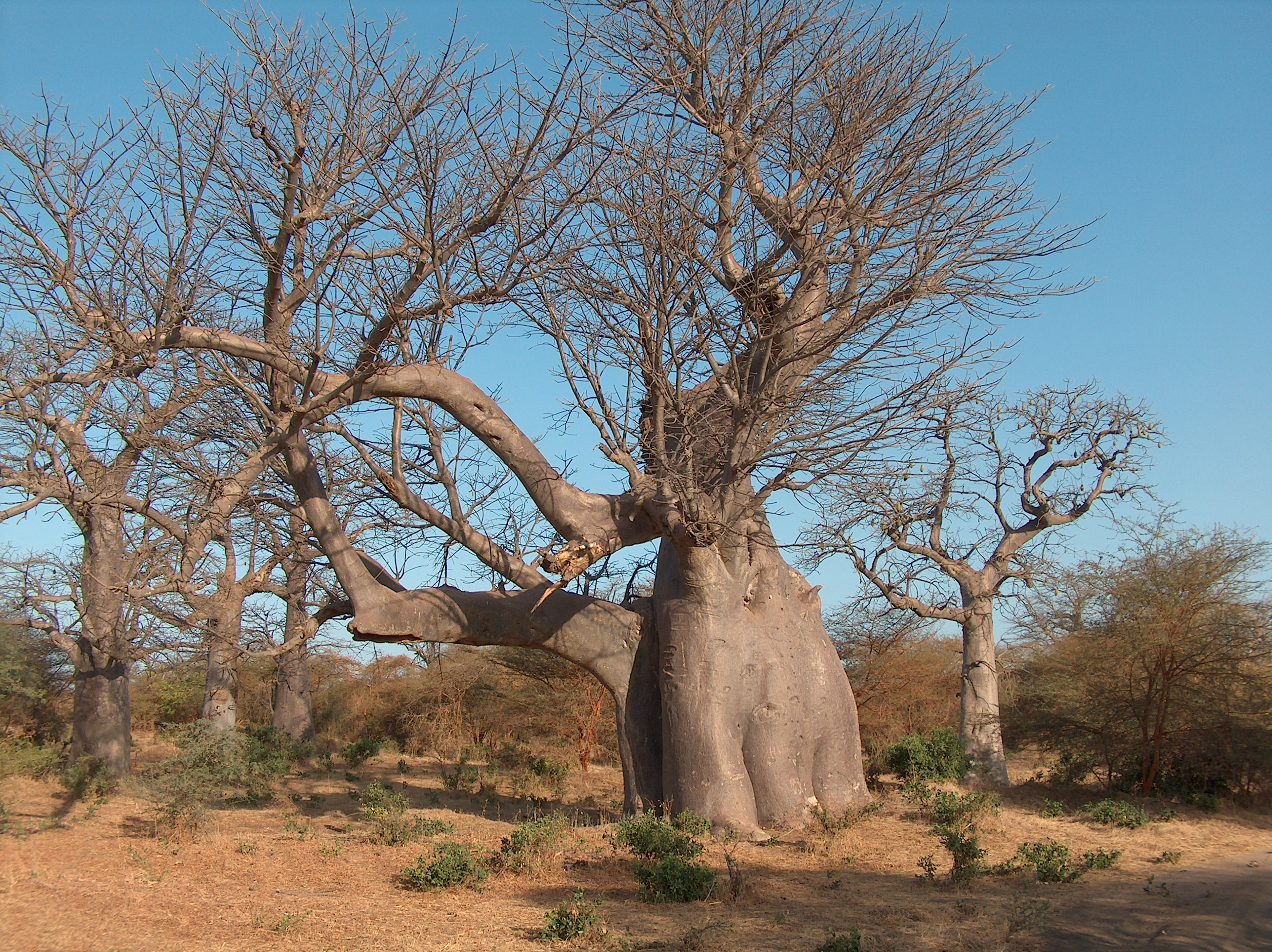
Баобабы в Сенегале

Сенегал — равнинная страна в зоне саванн и редколесий субэкваториального пояса. На юго-востоке встречаются отдельные высоты до 500 м.
Климат субэкваториальный, засушливый на севере, более влажный на юге. Средние температуры: около 23 °C в январе и 28 °C в июле.
Бо́льшая часть территории страны относится к бассейнам четырёх рек (с севера на юг): Сенегал (39,1 % площади), Салум (16,7 %), Гамбия (27,2 %) и Казаманс (7,3 %).

##### Животный мир
Животный мир Сенегала представлен, в основном на юге и на юго-востоке, где есть саванны и леса. Тут водятся львы, бегемоты, зебры, западный шимпанзе, фламинго, крокодилы и другие.
В саваннах встречаются антилопы, а в глухих местах ещё обитают шакалы, гиены, леопарды и гепарды. Много мелких грызунов, птиц, пресмыкающихся, насекомых (в том числе муха цеце). Прибрежные воды богаты рыбой, включая акул.

## История

### Период империй
Период империй в развитии Сенегала примечателен тем, что именно тогда, около 500 года, на его территории впервые появилось и образовались две этнические группы: волоф и серер. В IX веке в долине реки Сенегал поселилась ещё одна этническая группа — тукулёр и с XI по XIV века в восточном Сенегале стало доминировать могущественное государство народности тукулёр — Текрур. К XV столетию сформировались государства и других народов — государство Волоф и государство Серер.

### Доколониальный период
В XIV веке в регионе находилось несколько «королевств», наиболее могущественным из которых была империя Джолоф. В течение долгого времени на сенегальском острове Карабан находился крупнейший центр работорговли.
В XV веке на побережье Сенегала стали появляться европейцы. Первыми из них стали португальские моряки экспедиции Диниша Диаша, которые обогнули острова Кабо-Верде и достигли Зелёного мыса. В 1633 на территории Сенегала появились и другие выходцы из Европы — английские и французские купцы. В XVII-м — 1-й половине XVIII-го веков в африкано-европейской торговле, которую держали в своих руках правители африканских государств, всё большее значение приобретает вывоз рабов. Используя огнестрельное оружие, африканские правители во главе своих дружин совершали набеги на соседей с целью захвата пленников для последующей их продажи европейцам.

### Колониальный период
С середины XVII и до конца XIX в. проходила французская колонизация территорий Западной Африки. Сначала французы основали там Сенегальскую компанию, а в 1638 году в устье реки Сенегал официально основали торговый порт Сен-Луи (с 1659 — город Сен-Луи) — торговую факторию и перевалочный пункт для французского флота. Бывшее здесь поселение с такими целями использовалось и ранее — с конца XV века, но резко выросло оно только в 1697—1723 годах. С 1693 по 1814 год Франция и Великобритания оспаривали контроль над побережьем Сенегала. В 1758 году во время Семилетней войны, Великобритания захватила Сенегал, но по результату Парижского мирного договора 1763 года британцы вернули остров Горе французам, а Парижский мир 1783 года возвращал последним всю колонию. В 1789 году французский гарнизон составлял Африканский батальон двухротного состава силой 250 человек. Но уже через 10 лет в батальоне осталось только 30 человек, так как остальные погибли от болезней и от стычек с местными жителями. В мае 1799 года прибыла рота Цветных, состоящая из 125 человек и сформированная во Франции в мае 1798 года из чёрных и цветных уроженцев Вест-Индии. 4 января англичане предприняли ночную атаку города, которая была отражена силами гарнизона.
В августе 1802 года прибыли 200 человек из 46-й линейной полубригады. Рота Цветных была переименована во Вспомогательную роту в составе 43 человек, а вскоре они были объединены в Сенегальский батальон, который в январе 1809 года уже насчитывал 165 человек. В августе 1803 года было создано подразделение из гражданских лиц подобное Национальной гвардии во Франции и названное Волонтёрами Сенегала. Однако 13 июля 1809 года гарнизон Сен-Луи капитулировал перед превосходящими британскими силами и в 1814 году Французская империя оставила и Сен-Луи и остров Гьер по Парижским соглашениям, но в 1817 году вновь заняла эти земли.
Во второй половине XIX века французы начали освоение внутренних районов Сенегала. В 1848 году в Сенегале было отменено рабство. Французы под командованием Леона Луи Федерба расширили колониальные владения в Сенегале и установили контроль над внутренними районами. В 1860 году предводитель крупнейшего племени Сенегала тукулёр, Хадж Омар, признал протекторат Франции и к 1890 году уже все племена Сенегала подчинились французам.
Французы экспортировали из Сенегала арахис, в небольших количествах добывалось золото. В 1885 была построена железная дорога Сен-Луи — Дакар. В 1895 году Сенегал стал частью французской Западной Африки, а в 1902 году Дакар стал административным центром этой колонии, и некоторые жители Дакара стали получать французское гражданство, а именно жители четырёх районов на западе Сенегала. От них стал избираться один депутат в парламент Франции (первый чернокожий депутат был избран в 1914 году — Блез Диань, впоследствии он стал заместителем министра колоний Франции, оставаясь депутатом французского парламента до своей смерти в 1934). Были созданы учебные заведения, готовившие из чернокожих жителей кадры для колониальной администрации всей Французской Западной Африки. Из африканского населения стали формироваться части французской армии — батальоны сенегальских стрелков.
В 1909—1923 годы была построена железнодорожная магистраль от Дакара в соседний Французский Судан (ныне Мали). А в 1959—1960-е годы Сенегал был административно объединён с Мали.
В 1946 году все жители Сенегала получили французское гражданство, а сам район стал заморской территорией Франции.

### Период независимости
По окончании Второй мировой войны в стране активизировалось национально-освободительное движение. 25 ноября 1958 года Сенегал был провозглашён самоуправляющейся республикой в составе Французского Сообщества. В 1959 году Сенегал и Французский Судан (Мали) объединились, образовав Федерацию Мали, которая получила независимость: 4 апреля 1960 было подписано соглашение о предоставлении ей независимости, которая была официально провозглашена 20 июня 1960 года. Вследствие политических конфликтов, Федерация распалась, после чего, 20 августа 1960 года, Сенегал и Французский Судан (позже переименованный в Мали) объявили о своей независимости.
После получения независимости Сенегалом стал править Прогрессивный союз Сенегала (с 1976 переименован в Социалистическую партию Сенегала). Было объявлено о строительстве в Сенегале «африканского социализма».
В 1976 году принята поправка к конституции, разрешающая деятельность в Сенегале трёх политических партий — социал-демократической, либерально-демократической и марксистско-ленинской. Нелегально существовал ещё ряд левых партий — Партия независимости и труда, Революционное движение за Новую демократию, Объединение революционных трудящихся. В начале 1980-х годов многие подпольные политические партии начали действовать легально.
Вооружённое подавление переворота в соседней Гамбии путём интервенции армии Сенегала в конце июля-августе 1981 года было осуждено абсолютно всеми оппозиционными партиями.
В 1982 году вместе с Гамбией образовалась номинальная конфедерация Сенегамбия, однако реальной интеграции не получилось, и в 1989 году она распалась.
Движение демократических сил Казаманса, заявившее о себе в 1982 году, несмотря на переговоры с правительством, продолжает оказывать вооружённое сопротивление. Сенегал, кроме того, имеет долгую историю участия в миротворческих миссиях.

## Население

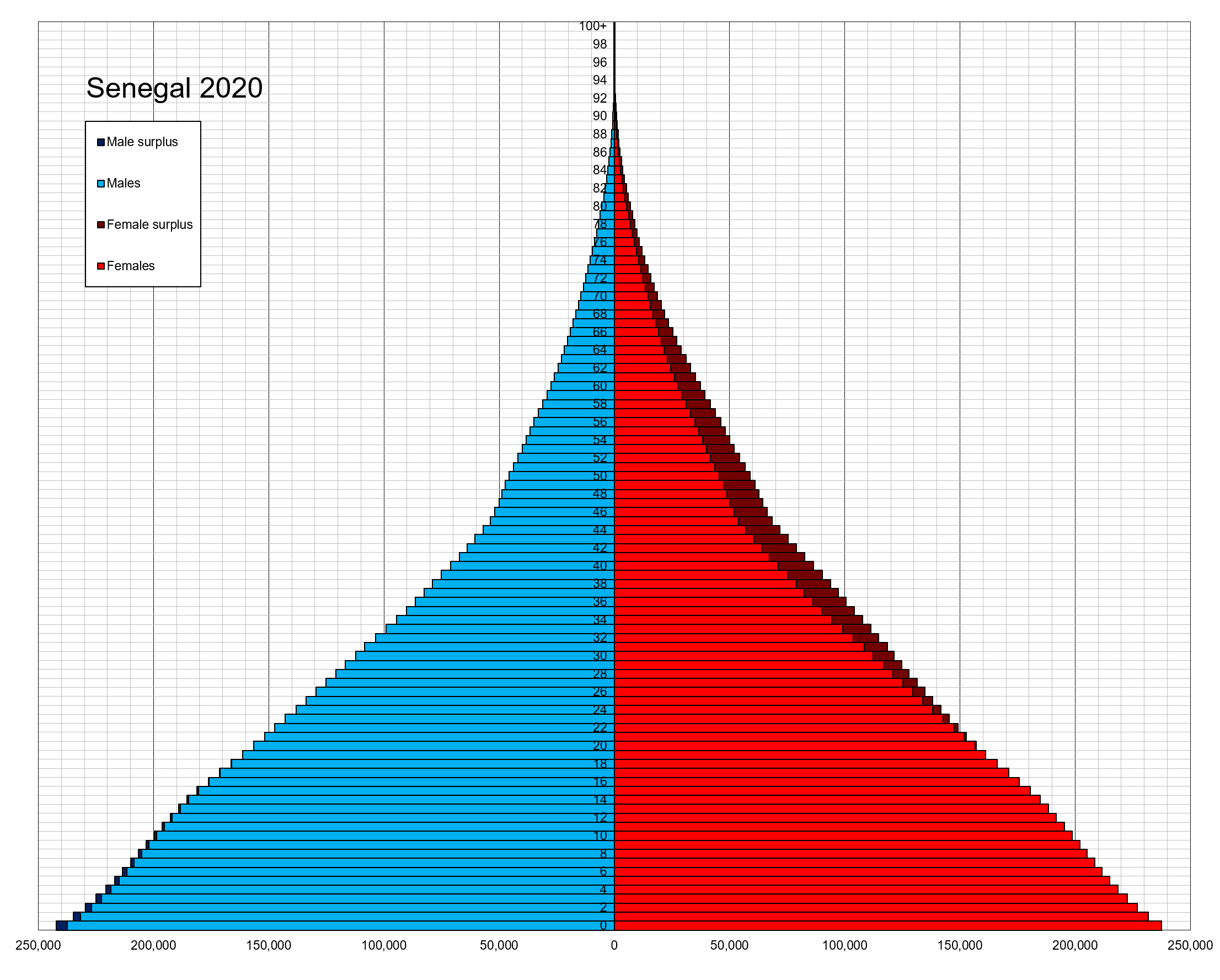
Возрастно-половая пирамида населения Сенегала на 2020 год

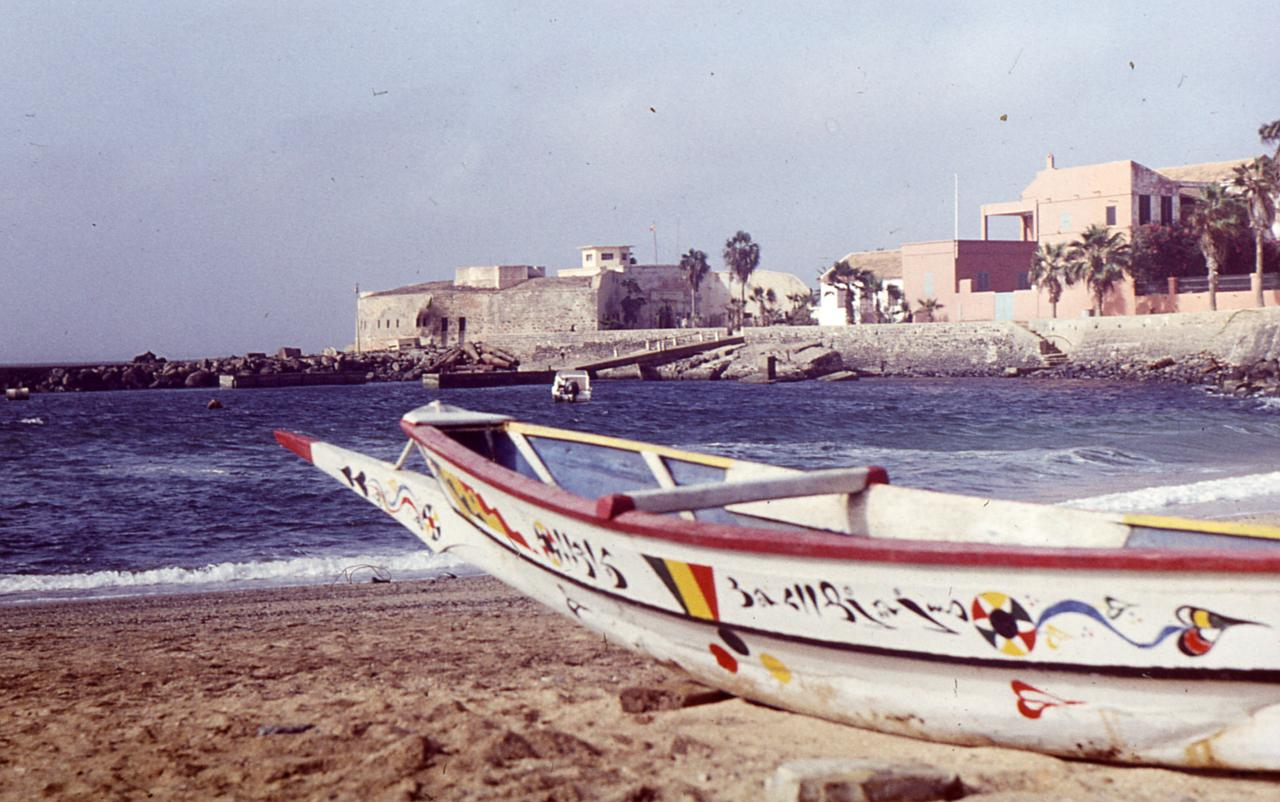
Рыбацкая деревня близ Дакара, 1973 год

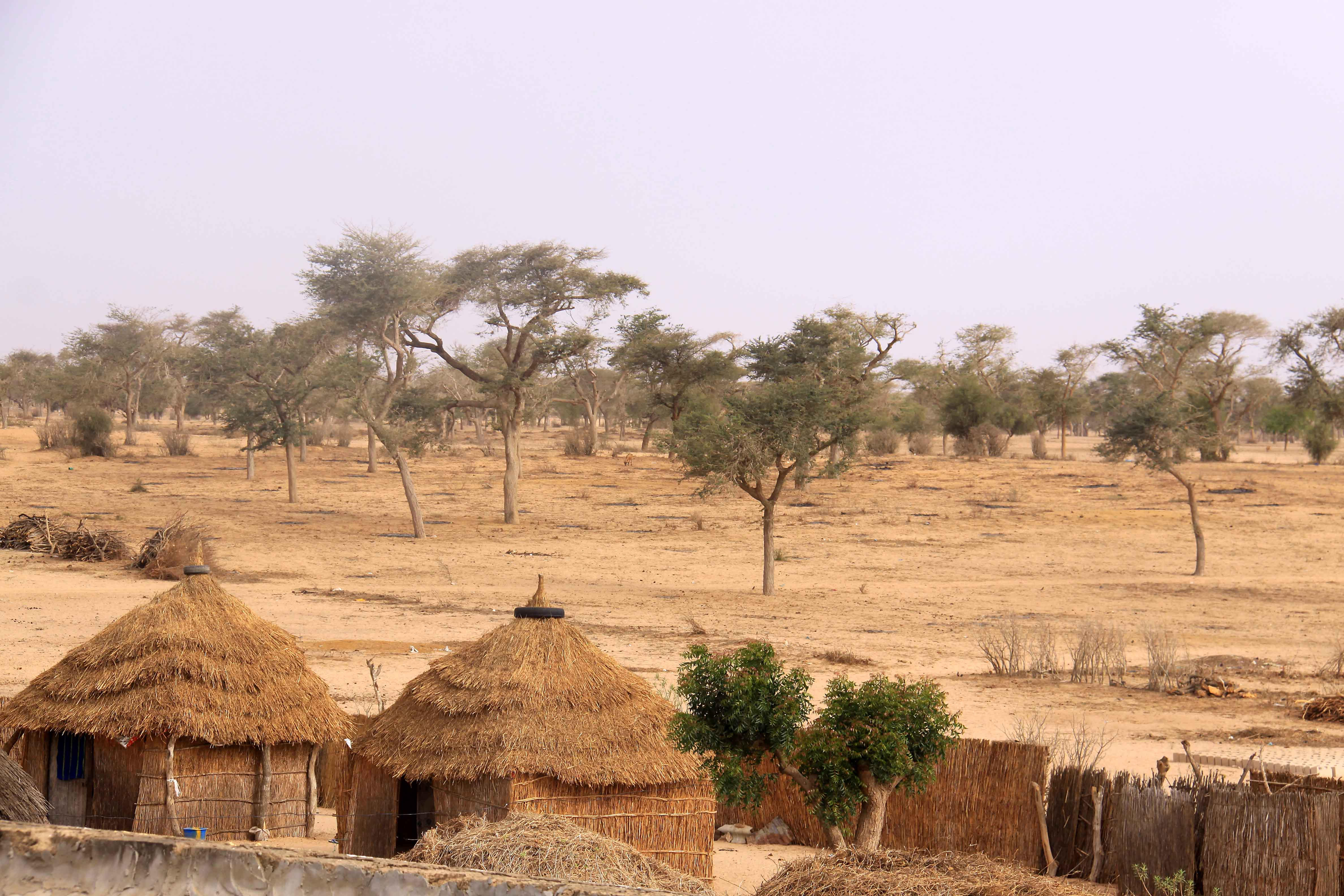
Сельская местность

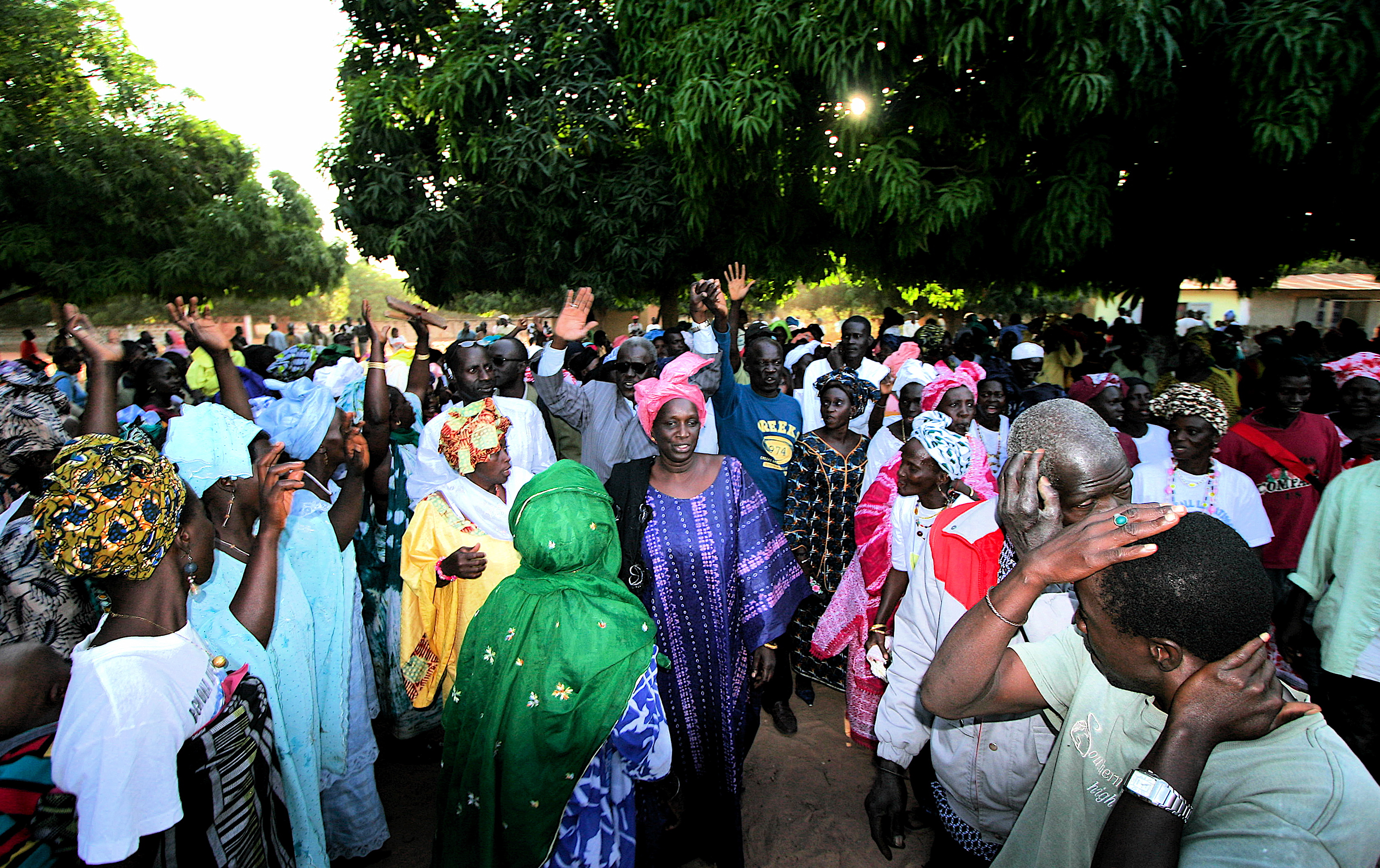
Сенегальцы

Численность населения — 18,1 млн (оценка на январь 2022 года).
Годовой прирост — 0,7 % (уровень фертильности — 1,8 рождения на одну женщину).
Средняя продолжительность жизни — 59 лет.
Этнический состав: 20 этнических групп, самыми многочисленными из которых являются волоф (43 %), фульбе (24 %) и серер (15 %).
Официальный язык — французский, которым в различной степени владеют около 90 % населения, статус национальных языков носят арабский (хассания), баланта-ганжа и другие. Всего в стране распространены 36 языков. В образовании для глухих используется американский жестовый язык, введённый глухим американским миссионером Эндрю Фостером.
Грамотность — 51 % мужчин, 29 % женщин (оценка на 2002 год).
Религии — мусульмане составляют 94 % населения, христиане — 5 %, местные верования — 1 %. Большинство христиан — католики, но есть также баптисты, адвентисты, пятидесятники.
Городское население — 82 % (оценка на 2008 год). Заражённость вирусом иммунодефицита (ВИЧ) — 0,3 % (оценка на 2022 год) или 0,4 %.

## Государственное устройство
Сенегал — президентская республика. Главой государства является президент, избираемый общим голосованием на 5 лет. Он назначает премьер-министра, который с согласованием президента выбирает кабинет министров. С января 1997 года был принят закон об ограничении ветвей власти, большие полномочия при этом получили региональные собрания. Первым президентом независимого Сенегала был Леопольд Седар Сенгор (занимал пост в 1960—1980 годах), представлявший ПСС (затем — Соцпартия Сенегала). В 1981 году ему на смену пришёл Абду Диуф, также представлявший Социалистическую партию. С 2000 года президентом Сенегала являлся Абдулай Вад из Сенегальской демократической партии. На президентских выборах, прошедших в марте 2012 года, новым президентом страны избран Маки Саль.
Национальное собрание — законодательный (представительный) орган власти, состоящий из 120 избранных народом депутатов. Депутаты избираются по смешанной избирательной системе сроком на 5 лет. По системе относительного большинства избираются 90 депутатов в 35 одно- и многомандатных округах, соответствующих департаментам Сенегала, и дополнительно — 15 депутатов, представляющих избирателей, проживающих за границей. Остальные 60 мест распределяются на национальном уровне по пропорциональному представительству. С 1976 года в стране действует многопартийная система. Общее число политических партий не ограничено. В настоящее время их около 20.
Судебная власть состоит из двух Высших судов.
Основными политическими партиями Сенегала являются:
- Сенегальская демократическая партия — либеральная;
- Социалистическая партия Сенегала — социал-демократическая;
- Альянс прогрессивных сил — социал-демократическая;
- Союз за демократическое обновление — социал-демократическая;
- Африканская партия демократии и социализма — левосоциалистическая;
- Партия независимости и труда — посткоммунистическая;
- Демократическая лига / Движение за рабочую партию — коммунистическая.

## Административное деление

Области и департаменты Сенегала

Территория Сенегала подразделяется на 14 областей, каждая из которых управляется Областным советом. В свою очередь, области подразделяется на 45 департаментов, подразделяющихся на 113 округов (ни один из которых не имеет административной функции).
| №  | Область    | Область (фр. ) | Адм. центр | Площадь, км² | Население, (2010), чел. | Плотность, чел./км² |
| -- | ---------- | -------------- | ---------- | ------------ | ----------------------- | ------------------- |
| 1  | Дакар      | Dakar          | Дакар      | 550          | 2 740 200               | 4982,18             |
| 2  | Диурбель   | Diourbel       | Диурбель   | 4359         | 1 421 500               | 326,11              |
| 3  | Фатик      | Fatick         | Фатик      | 7935         | 649 500                 | 81,85               |
| 4  | Кафрин     | Kaffrine       | Кафрин     | 11 853       | 509 600                 | 42,99               |
| 5  | Каолак     | Kaolack        | Каолак     | 4157         | 782 400                 | 188,21              |
| 6  | Кедугу     | Kedougou       | Кедугу     | 16 896       | 124 300                 | 7,36                |
| 7  | Колда      | Kolda          | Колда      | 13 718       | 582 100                 | 42,43               |
| 8  | Луга       | Louga          | Луга       | 29 188       | 810 000                 | 27,75               |
| 9  | Матам      | Matam          | Матам      | 25 083       | 572 800                 | 22,84               |
| 10 | Сен-Луи    | Saint-Louis    | Сен-Луи    | 19 044       | 890 300                 | 46,75               |
| 11 | Седиу      | Sedhiou        | Седиу      | 7293         | 431 000                 | 59,10               |
| 12 | Тамбакунда | Tambacounda    | Тамбакунда | 42 706       | 648 100                 | 15,18               |
| 13 | Тиес       | Thiès          | Тиес       | 6601         | 1 532 100               | 232,10              |
| 14 | Зигиншор   | Ziguinchor     | Зигиншор   | 7339         | 485 300                 | 66,13               |
|    | Всего      |                |            | 196 722      | 12 179 200              | 61,91               |

## Экономика

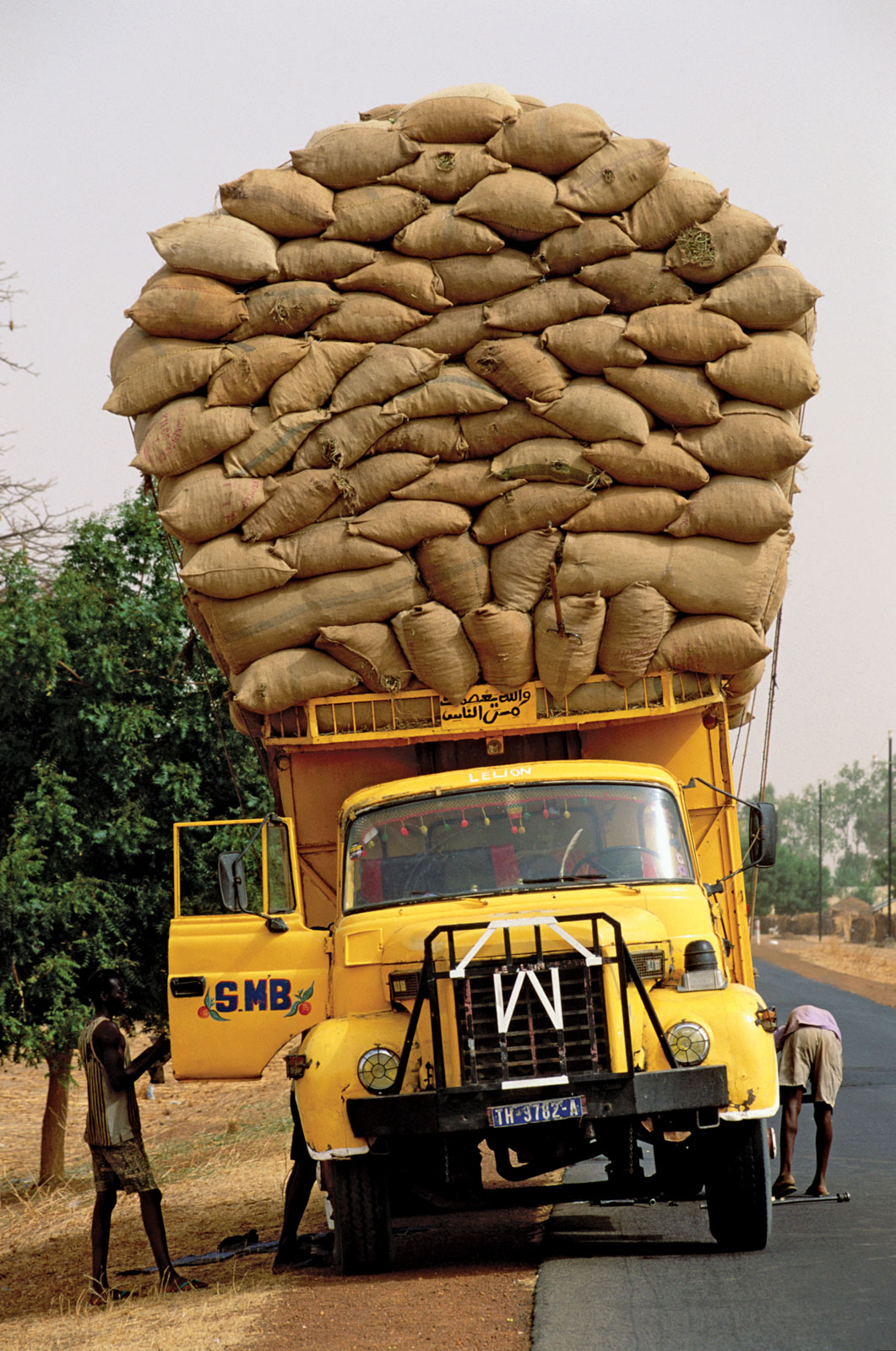
Грузоперевозка

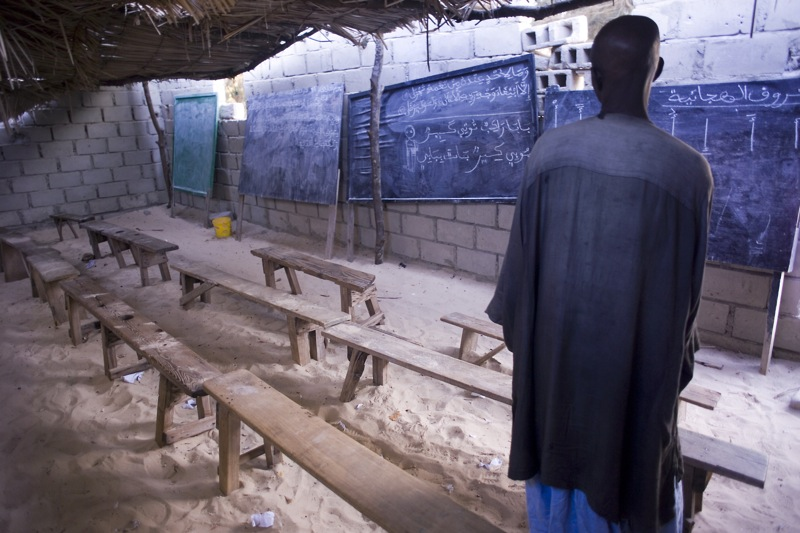
Деревенская школа

Экономика Сенегала слабо развита. Главные природные ресурсы — фосфориты, медь, золото. ВВП на душу населения в 2008 году — 1600 дол. Безработица в 2007 году — 48 %.
В сельском хозяйстве занято более 75 % работающих (14 % ВВП). Продукция — арахис, просо, кукуруза, сорго, рис, хлопок. Разводится скот и птица, ведётся рыболовство.
В промышленном секторе (23 % ВВП) — обработка сельхозпродукции и рыбы, добыча фосфатов, а также железной руды, циркония и золота.
Сфера обслуживания — 63 % ВВП.

### Внешняя торговля
Экспорт — 3,59 млрд долл. (в 2017 году) — рыба и морепродукты (15 %) нефтепродукты (13 %), фосфаты и химикаты на их основе (11 %), золото (10 %), а также другая продукция сельского хозяйства (в том числе арахис — 2,8 %).
Основные покупатели — Мали (780 млн долл.), Индия (414 млн долл.), Швейцария (295 млн долл.), Китай (158 млн долл.) и Испания (154 млн долл.).
Импорт — 7,89 млрд долл. (в 2017 году) — машины и оборудование (16,6 %), нефтепродукты (11 %) и сырая нефть (6 %), продовольствие (главным образом рис и пшеница), медикаменты, металлы.
Основные поставщики — Китай (974 млн долл.), Франция (961 млн долл.), Индия (604 млн долл.), Нигерия (491 млн долл.) и Нидерланды (431 млн долл.).
Входит в международную организацию стран АКТ.

## Вооружённые силы
Военный бюджет 99,6 млн долл, Регулярные ВС 13,62 тыс. чел.
Комплектование: по призыву. Срок службы 24 месяцев. Военизированные формирования: жандармерия — 5 тыс. чел. Мобилизационные ресурсы 2,4 млн чел., в том числе годных к военной службе 1,3 млн.
СВ: 11,9 тыс. чел., 4 штаба военных зон, 12 батальонов (3 танковых, 6 пехотных, кавалерийский президентской гвардии, парашютно-десантный/специального назначения, инженерный), артиллерийский дивизион, 3 строительные роты.
Вооружение: 71 БРМ (М8. М20, AML-60/-90), около 30 БТР («Панар», МЗ), 18 буксируемых орудий ПА, 16 миномётов калибров 81 и 120 мм, 4 ПУ ПТУР «Милан», 31 РПГ, 33 ЗАУ калибров 20 и 40 мм.
ВВС: 770 чел., 8 б. с, б. в. нет.
Самолётный и вертолётный парк: 4СМ-170, 4 R-235, ЕМВ-111, 6 °F.27-400M, Боинг 727—200, 2 «Ралли-160». 2SA-318, 2SA-330, SA-341H.
ВМС: 950 чел., 4 больших и 5 малых пограничных катера (ПКА), 1 средний десантный корабль (СДК), 2 малых десантных корабля (МДК).

## Культура
Леопольд Седар Сенгор (1906—2001) — французский и сенегальский политик, поэт и философ, создатель теории Негритюда. Его любимый ученик, поэт и вице-президент Сенегальского ПЕН-центра Амаду Ламин Саль — основатель Африканского Международного Дома Поэзии (La Maison africaine de la poésie internationale), сделавшего Сенегал одним из главных литературных центров континента.
Усман Сембен (1923—2007) — сенегальский кинорежиссёр, сценарист, актёр, писатель и общественный деятель-коммунист считается одним из важнейших африканских писателей и «отцом африканского кинематографа».

## СМИ
Государственная телерадиокомпания Сенегала — RTS (Radiodiffusion télévision sénégalaise — Сенегальское радиовещание и телевидение) создано 4 декабря 1973 года (первоначально называлась — ORTS, Office de Radiodiffusion Télévision du Sénégal — Управление радиовещания и телевидения Сенегала), одновременно был запущен одноимённый телеканал (ныне — RTS 1). Первая в Сенегале радиостанция — Radio Dakar была запущена в 1950 году, 20 августа 1960 года она была переименована в Radio Sénégal или La Chaîne Nationale, 28 ноября 1980 года была запущена радиостанция Dakar FM. Контроль за соблюдением законов о СМИ осуществляет Национальный совет регуляции аудиовизуала (Conseil national de régulation de l’audiovisuel) (до 2006 года — Верховный совет аудиовизуала (Haut conseil de l’audiovisuel), до 1998 года — Высший совет радио и телевидения (Haut Conseil de la radio-télévision)).

## Спорт
Самого большого успеха в спортивной истории страны добилась сборная Сенегала по футболу. В 2002 году на чемпионате мира, проходившем в Японии и Корее, команда добралась до четвертьфинала, чего никак не ожидали эксперты. Также команда завоевала главный континентальный трофей — Кубок африканских наций 2021. Команда занимает 27 место в списке команд ФИФА.
Сенегал, а конкретно его столица Дакар — традиционное место финиша одного из главных ралли-рейдов планеты, ранее известного как Париж-Дакар, а ныне, по месту финиша именуемый просто Дакар. Но после отмены гонки в 2008 году из-за террористической угрозы, организаторы отказались проводить гонку 2009 и 2010 годов в Северной Африке, перенеся её в Южную Америку.
Национальным видом спорта Сенегала является некое подобие миксфайта — Laamb, называемое также сенегальской борьбой. Данный вид единоборств чрезвычайно популярен в этой стране и собирает зрителей не меньше чем футбольные матчи. Сенегальская борьба (волоф laamb) — это смешение традиционного рестлинга и кулачного боя. Борьба в партере отсутствует. Традиционно это являлось демонстрацией навыков и силы юноши с целью привлечения девушки. Церемония и окружающий её ритуал, окружающий спорт с многовековыми традициями, важны почти настолько же, насколько сама борьба.